# 67e division d'infanterie (France)
 (mai 2021).
La 67e division d'infanterie est une division d'infanterie de l'armée de terre française qui a participé à la Première Guerre mondiale, puis à la Seconde.

## Les chefs de la67edivisiond'infanterie
- 2 août 1914 : général Marabail
- 14 août 1915 : général Aimé[1],[2]
- 6 septembre 1916 : colonel Michel (par intérim)
- 8 septembre 1916 - 4 mai 1918 : général Savy
- août - octobre 1939 : général Penavayre
- octobre 1939 - juin 1940 : général Boutignon (sl)

## Première Guerre mondiale

### Composition
- infanterie :
  - 211e régiment d'infanterie d'août 1914 à avril 1916 (dissolution)
  - 259e régiment d'infanterie d'août 1914 à avril 1916 (dissolution)
  - 214e régiment d'infanterie d'août 1914 à mars 1917 (transféré à la 157e division d'infanterie)
  - 220e régiment d'infanterie d'août 1914 à décembre 1917 (dissolution)
  - 283e régiment d'infanterie d'août 1914 à novembre 1918
  - 288e régiment d'infanterie d'août 1914 à novembre 1918
  - 304e régiment d'infanterie de décembre 1914 à juin 1915
  - 369e régiment d'infanterie de décembre 1917 à novembre 1918

- cavalerie :
  - 2 escadrons du 10e régiment de dragons d'août 1914 à janvier 1916
  - 2 escadrons du 19e régiment de chasseurs à cheval de janvier 1916 à janvier 1917
  - 2 escadrons du 6e régiment de chasseurs d'Afrique de janvier 1917 à janvier 1918
  - 2 (puis 1 escadron à partir de juillet 1918) du 12e régiment de hussards de janvier à novembre 1918

- artillerie :
  - 1 groupe de 75 du 18e régiment d'artillerie d'août 1914 à juillet 1917
  - 1 groupe de 75 du 23e régiment d'artillerie d'août 1914 à juillet 1917
  - 1 groupe de 75 du 57e régiment d'artillerie d'août 1914 à juillet 1917
  - 3 groupes de 75 du 218e régiment d'artillerie de juillet 1917 à novembre 1918
  - 110e batterie de 58 du 46e régiment d'artillerie de janvier 1916 à janvier 1918
  - 101e batterie de 58 du 46e régiment d'artillerie de janvier à novembre 1918
  - 7e groupe de 155c du 134e régiment d'artillerie de juillet à novembre 1918

- génie :
  - compagnies 17/13, 17/19, 17/23 du 2e régiment du génie
  - 1 bataillon du 32e régiment d'infanterie territoriale d'août à novembre 1918

### Historique
Mobilisée dans la  17e région

#### 1914
- 11 - 16 août : transport par V.F. et concentration vers Suippes.
- 16 - 22 août : mouvement par étapes, par Valmy, vers le front est de Verdun.
- 22 - 26 août : mouvement offensif vers Senon et Amel : le 24 août, combats vers Éton et la ferme Longeau, puis repli sur la région de Bezonvaux.
- 26 août - 2 septembre : mouvement, par Haudainville, vers les Paroches. À partir du 29 août, mouvement, par Vadelaincourt, vers Samogneux.

1er septembre : mouvement offensif vers le nord-ouest : combats vers Consenvoye et la ferme Ormont.
- 2 - 6 septembre : repli sur Champneuville, puis mouvement, par la région de Dieue-sur-Meuse, vers celle de Courouvre.
- 6 - 13 septembre : engagée dans la Bataille de Revigny (1re Bataille de la Marne) : combats vers Ippécourt.

10 septembre : repli sur Pierrefitte et Courouvre.
- 13 - 22 septembre : mouvement, par Villers-sur-Meuse, vers la région d’Eix, Abaucout ; stationnement et travaux de défense.
- 22 septembre 1914 - 5 avril 1915 : mouvement vers Lacroix-sur-Meuse ; engagée aussitôt : violents combats vers Saint-Rémy, Dompierre-aux-Bois et Ranzières. Stabilisation et occupation d’un secteur vers Vaux-lès-Palameix et le nord de Seuzey (guerre de mines au bois des Chevaliers) : front étendu à gauche, le 22 novembre, jusqu’au bois Loclont et à droite, le 14 décembre, jusque vers Maizey.

#### 1915
- 5 avril 1915 - 16 janvier 1916 : engagée, sur place, dans la 1re Bataille de la Woëvre : les 7 et 9 avril, attaques sur le bois de Lamorville . puis occupation du secteur Maizey, Vaux-lès-Palameix ; à partir du 3 juin, front déplacé vers la droite, entre le nord de Seuzey et Kœur-la-Grande, puis étendu à gauche, le 27 septembre, jusque vers Vaux-lès-Palameix.

#### 1916
- 16 janvier – 10 février : retrait du front ; repos et instruction au camp de Belrain.
- 10 février - 12 mars : transport à Verdun et occupation d’un secteur entre la Meuse et Béthincourt. Engagée, à partir du 21 février, dans la bataille de Verdun.

5, 6, 7, 8 et 9 mars : attaques allemandes, combats au bois des Corbeaux, à Béthincourt, à Forges et au Mort-Homme.
- 12 mars - 24 avril : retrait du front. À partir du 14 mars, transport par camion vers Blesmes. À partir du 20 mars, transport par V.F., de la région de Blesmes, Revigny, dans celle de Châtillon-sur-Marne ; à partir du 26 mars séjour au camp de Ville-en-Tardenois.
- 24 avril - 22 août : mouvement vers le nord, puis, à partir du 2 mai, occupation d’un secteur vers Bétheny et La Neuvillette, étendu à droite, à partir du 26 mai, jusqu’aux abords est de Reims.
- 22 août – 2 septembre : retrait du front, transport par V.F. dans la région de Revigny ; repos. À partir du 29 août transport par camions et mouvement par étapes ver Belrupt et Deuxnouds-devant-Beauzée.
- 2 – 22 septembre : transport par camions, transporté par V.F. à Verdun ; occupation d’un secteur vers le bois de Vaux Chapitre et l’ouvrage de Thiaumont.

9, 13, 14, 15 et 17 septembre : combats locaux.
- 22 – 26 septembre : retrait du front ; repos vers Combles.
- 26 septembre – 6 octobre : transport par V.F. dans la région de Toul ; repos.
- 6 octobre 1916 – 30 juin 1917 : mouvement vers le front et occupation d’un secteur entre la Moselle Et l’ouest de Fey-en-Haye, étendu à gauche, le 15 novembre jusqu'à Limey.

#### 1917
- 30 juin –18 juillet : retrait du front et transport par camion au camp de Saffais : repos et instruction.
- 18 juillet – 19 août : transport par V.F. dans la région de Villers-Cotterêts ; repos et instruction.
- 19 août – 26 septembre : mouvement vers le front et occupation d’un secteur sur le Chemin des Dames, entre le Panthéon et l’épine de Chevregny.
- 26 septembre – 5 octobre : retrait du front ; repos vers Oulchy-le-Château.
- 5 – 29 octobre : occupation d’un secteur entre le Panthéon et l’Epine de Chevregny. Engagée, les 23 et 27 octobre, dans la Bataille de la Malmaison (prise de Filain).
- 29 octobre – 17 novembre : retrait du front ; repos et instruction vers Fère-en-Tardenois.
- 17 novembre – 26 décembre : mouvement vers Jouaignes ; à Patin du 20 novembre, occupation d’un secteur vers la ferme Brunin et la ferme Malval, étendu à gauche, le 14 décembre, jusque vers le pont de Chevregny.
- 26 décembre 1917 – 2 février 1918 : retrait du front ; repos et instruction vers Ville-en-Tardenois.

#### 1918
- 2 février – 18 mars : mouvement vers le front et occupation d’un secteur vers Sapigneul et la Miette.
- 18 –30 mars : retrait du front, mouvement vers Montigny-sur-Vesle.

28 mars, mouvement par étapes vers Soissons.
- 30 mars – 23 mai : transport par camions vers Cuvilly. Engagée dans la 2e Bataille de Picardie : les 30 et 31 mars, combats à Mortemer, à Orvillers-Sorel, dans le bois de Mareuil et au nord de Mortemer ; puis stabilisation du front vers Rollot et Orvillers-Sorel.
- 23 mai – 10 juin : retrait du front et mouvement vers Rethondes. Du 6 au 9 juin, travaux d’organisation d’une 2e position dans la région d’Attichy, puis mouvement vers Venette. Maintenue en soutien éventuel des forces engagées (3e Bataille de l’Aisne).
- 10 juin - 10 août : engagé dans la Bataille du Matz : contre-attaque sur le mont de Caumont ; puis occupation d’un secteur au sud du Matz, vers Chevincourt et Machemont, étendu à droite, le 1er juillet, jusqu’à l’Oise.
- 10 – 28 août : engagée vers Chevincourt dans la 3e Bataille de Picardie : attaque et enlèvement du plateau de Thiescourt ; prise de Ribécourt ; progression jusqu’à la Divette et Noyon.
- 28 août – 11 septembre : retrait du front et repos vers Jonquières ; puis mouvement vers Carlepont.
- 11 septembre – 6 novembre : occupation d’un secteur entre Barisis-aux-Bois et l’Oise. À partir du 10 octobre, attaque entre l’Oise et Barisis-aux-Bois, puis à partir du 20 octobre, franchissement de la Serre (Bataille de la Serre) : combat d’Anguilcourt, de Nouvion-et-Catillon, de Catillon-du-Temple, de Mesbrecourt et d’Assis-sur-Serre ; progression jusqu’à Montigny-sur-Crécy et Valescourt. À partir du 30 octobre stabilisation et organisation des positions conquises.
- 6 – 11 novembre : stationnement puis repos vers Sains-Richaumont.

#### Rattachements
Affectation organique :
- Mobilisation : Isolée
- Août 1914 : 3e Groupe de Réserve
- Novembre : 1914 Isolée
- Janvier 1915 : 6e corps d'armée,
- Septembre 1915 : Isolée
- Avril 1916 : 38e corps d'armée,
- Août 1916 : Isolée
- Juin 1917 : 39e corps d'armée,
- Décembre 1917 : Isolée

- 1re armée

6 janvier – 9 août 1915
27 septembre – 25 octobre 1916
14 septembre – 11 novembre 1918
- 2e armée

15 – 18 septembre 1914
26 février – 19 mars 1916
20 août – 26 septembre 1916
- 3e armée

17 – 21 août 1914
27 août – 15 septembre 1914
19 septembre 1914 – 8 janvier 1915
29 mars – 2 juin 1918
10 juin – 13 septembre 1918
- 5e armée

20 mars – 19 août 1916
28 décembre 1917 – 27 mars 1918
- 6e armée

18 juillet – 27 décembre 1917
28 mars 1918
- 8e armée

2 janvier – 17 juillet 1917
- 10e armée

3 – 9 juin 1918
- D.A.L.

26 octobre 1916 – 1er janvier 1917
- Armée de Lorraine

22 – 26 août 1914
- Intérieur

2 – 16 août 1914
- Région Fortifiée de Verdun

10 août 1915 – 25 février 1916

## Seconde Guerre mondiale

### Composition le 10 mai 1940
- 211e régiment d'infanterie
- 214e régiment d'infanterie
- 220e régiment d'infanterie
- 57e régiment d'artillerie mixte divisionnaire
- 52e groupe de reconnaissance de division d'infanterie

### Historique
De série B, la division fait partie du 44e corps d'armée de forteresse, avec le secteur fortifié d'Altkirch, la place fortifiée de Belfort et le secteur fortifié de Montbéliard.
Le 22 mai 1940, la division, toujours installée dans la zone d'Altkirch, est rattachée au 45e corps d'armée.
La division, en repli depuis l'Alsace vers le sud, est dispersée le 18 juin 1940 dans la région de Pierrefontaine face à l'assaut de la 2. Panzerdivision.
Elle est formellement dissoute le 23 août 1940.